# Бей чинар
Бей чинар е най-голямото и най-старото вековно дърво в град Гоце Делчев (Неврокоп), България, забележителност на града. Близо до него се намира Рифат бей конак, откъдето идва и името на дървото. Чинарът е разположен в западната част на града, на левия бряг на река Делчевска.
Вековният чинар в Гоце Делчев е на възраст около 500 години. Короната му е с височина 20 – 25 м и има обиколка на ствола от около 10 м. От 1968 година е под закрила на Закона за защита на природата.